# Lola Massieu

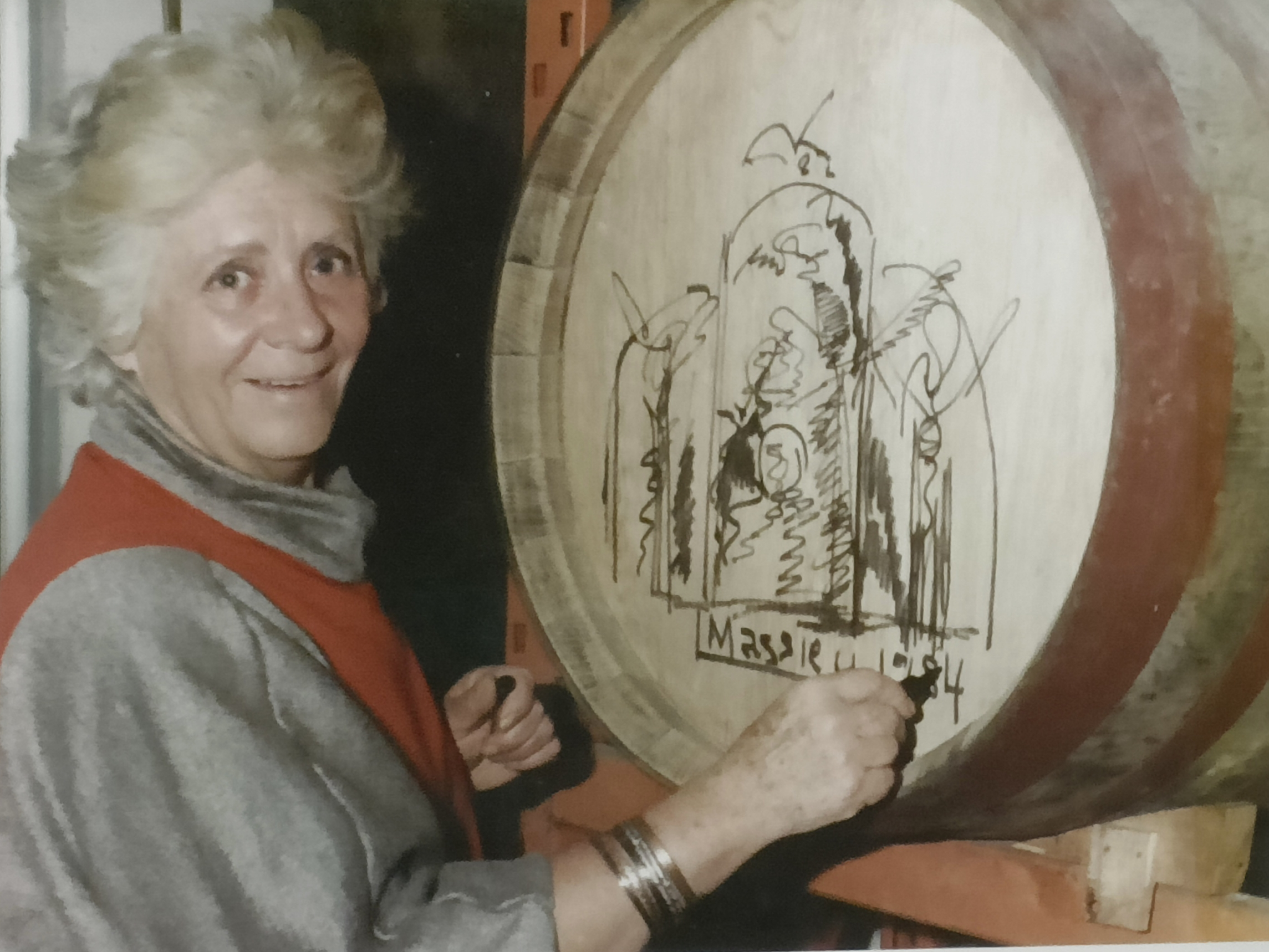
Lola Massieu. Pintora canaria.

Dolores Massieu Verdugo (Las Palmas de Gran Canaria, 10 de marzo de 1921 - ib., 22 de noviembre de 2007) más conocida como Lola Massieu, fue una pintora española, Premio Canarias de Bellas Artes e Interpretación.

## Biografía
Lola perteneció a una familia acomodada  de  Gran Canaria y aprendió sus primeros pasos en el dibujo en la academia de su tío Nicolás Massieu y de la mano de su tío abuelo, Nicolás Massieu Falcón.
Desde la década de 1950 se dedicó en exclusiva a la pintura. Se inició en la obra figurativa y quedó atrapada después por la pintura contemporánea y el arte abstracto, siendo referente para muchos otros artistas isleños.
En 1958 expuso su obra en el Museo Canario y llevó a cabo una exposición individual en 1962 en el Museo de Arte Contemporáneo de Barcelona.
En 1961 crea junto a  Felo Monzón, Francisco Lezcano, Pino Ojeda y Rafaely  el Grupo Espacio.
Los años 60, 70 y 80 fueron los más fructíferos de la autora, con múltiples exposiciones en Canarias, además de en el Ateneo de Madrid. Su última gran exposición tuvo lugar en la retrospectiva que hizo la Fundación Telefónica en 1995. Su obra se encuentra en el Museo Canario, en el de Arte Contemporáneo de Barcelona y en la sala Prado del Ateneo de Madrid, entre otros.